# Juan de Benavides Bazán

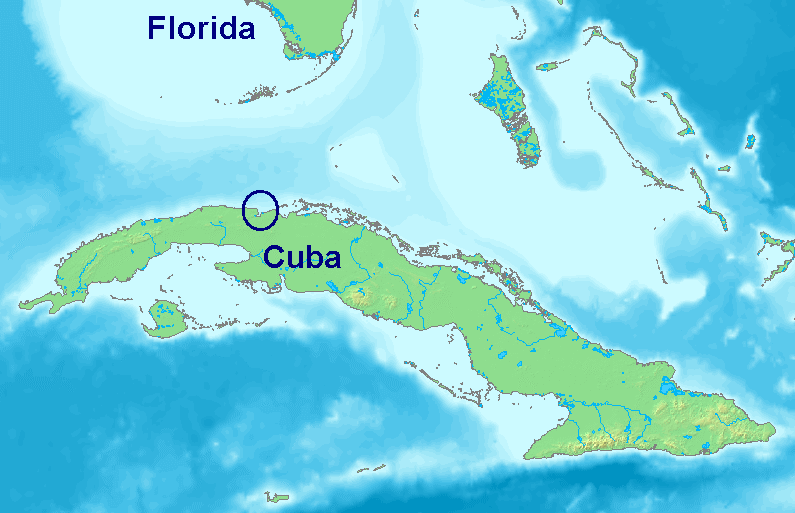
Miejsce klęski floty dowodzonej przez Bazána

Juan de Benavides Bazán (ur. ? w Úbeda, zm. 18 maja 1634 w Sewilli) – hiszpański żeglarz, bratanek słynnego admirała Wielkiej Armady, Álvaro de Bazána. Dowódca hiszpańskiej floty skarbów.

## Życiorys
Juan urodził się w andaluzyjskim mieście Úbeda jednak nie wiadomo w którym roku. Pomiędzy 1615 a 1620 otrzymał rangę admirała. W 1620, pomimo że nie miał doświadczenia wojennego na morzu, otrzymał dowództwo nad hiszpańską flotą w Nowej Hiszpanii. We wrześniu 1628 dowodził flotą skarbów wiozącą bogactwa z Filipin i kopalń w Ameryce Południowej. Na wysokości Matanzas u północnych wybrzeży Kuby został zaatakowany i pobity przez niderlandzką flotę, dowodzoną przez korsarza Pieta Heyna. W wyniku swojej nieudolności (hiszpańskie okręty poddały się praktycznie bez walki), Bazán został aresztowany i przewieziony do Hiszpanii. W Sewilli oskarżono go o tchórzostwo i po kilkuletnim procesie został skazany na śmierć. Wyrok wykonano 18 maja 1634.